# Тоскано, Жоан
Жоан Карлес Тоскано Бельтран (исп. Joan Carles Toscano Beltrán; 14 августа 1984) — андоррский футболист, нападающий. Выступал в национальной сборной Андорры.

## Биография

### Клубная карьера
В июле 2004 года дебютировал в еврокубках за «Санта-Колому» в двух матчах квалификации Кубка УЕФА против боснийской «Модричи». В итоге команда уступила с общим счётом (4:0). С 2005 года по 2006 год выступал за команду «Принсипат». Затем вновь играл за «Санта-Колому». В сентябре 2006 года в матче за Суперкубок Андорры Тоскано забил гол в ворота «Ранжерса», однако его команда всё равно уступила со счётом (3:4). Летом 2007 года провёл 2 матча в первом отборочном раунде Кубка УЕФА против израильского «Маккаби» из Тель-Авива. По сумме двух матчей «Маккаби» переиграл «Санта-Колому» со счётом (4:1), причём андоррцы выиграли первую домашнюю игру, одержав минимальную победу. Тоскано становился лучшим бомбардиром чемпионата Андорры.
В сезоне 2008/09 выступал за испанский «Бинефар» в четвертом по значимости дивизионе Испании. Тоскано сыграл в 16 матчах, а «Бинефар» занял 18 место из 20 команд и вылетел в региональный дивизион.
В 2009 году также выступал за «Принсипат» и с командой стал бронзовым призёром чемпионата Андорры. А с 2009 года выступает за клуб «Андорра», который в настоящий момент выступает в региональном дивизионе.

### Карьера в сборной
Провёл 2 матча в молодёжной сборной Андорры до 21 года в официальных турнира УЕФА.
В национальной сборной Андорры дебютировал 16 августа 2006 года в товарищеском матча против Беларуси (3:0), главный тренер Давид Родриго выпустил его на поле в конце матча на 83 минуте вместо Сержи Морено. В рамках квалификации к чемпионату Европы 2008 он провёл 7 игр в которых получил 3 жёлтых карточки. В отборочном турнире на чемпионат мира 2010 он сыграл в 6 матчах.
Всего за сборную провёл 19 матчей, последнюю игру в футболке Андорры сыграл в 2009 году.

## Достижения
- Чемпион Андорры (2): 2013/14, 2014/15
- Финалист Кубка Андорры (1): 2015

## Личная жизнь
Его родители миллионеры, представители одной из самых богатых семей в Андорре. Они разбогатели на вложениях в недвижимость.